# Присосок малоголовий
Присосок малоголовий (Apletodon dentatus) — вид риб родини Присоскоперові (Gobiesocidae). Невеликих розмірів (до 4 см) риба, що населяє прибережні скелі.

## Характеристика
Дрібна риба, до 4 см довжиною. Передні частини кожної з щелеп несуть дрібні закруглені різці, за якими розташовані добре розвинені 1-3 ікла. На третій зябровій дузі наявні 6 зябрових тичинок. Спинний та анальний плавці короткі, відділені від закругленого хвостового проміжком. Забарвлення червонувато-коричневе, іноді оливково-зелене, із світлими плямами. У самців на спинному та анальному плавцях по чорній плямі, на горлянці — червона пляма.

## Ареал
Зустрічається у східній Атлантиці біля берегів Франції та Великої Британії, у Середземному морі переважно у його західній частині. У Чорному морі відомий виключно від Румунського прибережжя.

## Таксономія
Таксономічний статус особин із Чорного моря дискусійний. Їх часто виділяють в окремий вид — Apletodon bacescui (Murgoci, 1940), або описують як підвид. Але за іншими даними їх слід відносити до того ж самого виду, що й особин з Середземного моря.